# فواز جنيد
فواز جنيد (بالهولندية: Fawaz Jneid)‏ إمام مسجد السنة في لاهاي بهولندا، قد أثير حوله كثير من الجدل حتى وصل الحد إلى التفكير في إبعاده. ولد في طرابلس (لبنان) عام 1963 م، سوري الجنسية، وقد سبق أن اشتغل إمامًا في المملكة العربية السعودية ثم في الإمارات، وبعد حرب الخليج انطلق إلى هولندا في سنة 1992 م بسبب مُشكلات حصلت له لمعارضته للسياسة الأمريكية في المنطقة.
حصل على الثانوية الشرعية من دار التربية والتعليم طرابلس ثم ليسانس الجامعة الإسلامية 1985 م ثم ماجستير من جامعة أوروبا الإسلامية 2015 م.
أسابيع قبل مقتل ثيو فان غوخ وقف فوق المنبر يدعو على ثيو فان غوخ بسبب إساءته للقرآن، وقد اعتبرت جهات رسمية في البلد هذا الدعاء كتشجيع على الكراهية والعنف.

## وصلات خارجية
- أئمة بهولندا: نحيا بين شقي الرحى
- هولندا تبحث إبعاد إمام مسجد تضمنت خطبه دعوات بالبلاء على شخصيات معروفة
- لقاء مع فضيلة الشيخ الداعية فواز جنيد حول الطاعنين في الدعاة
- الامام فواز جنيد يتحدث عن شباب الإنترنت على يوتيوب